# Piemonte digitale
Piemonte Digitale è l'iniziativa di comunicazione della Regione Piemonte per promuovere e valorizzare la transizione alla televisione digitale terrestre in Piemonte.
L'iniziativa si è sviluppata in seguito alla firma, in data 1º dicembre 2007, del Protocollo d'intesa per la transizione anticipata del Piemonte al digitale terrestre tra Regione Piemonte, Ministero delle comunicazioni e Associazione DGTVi.
La campagna di comunicazione dipende direttamente dal Gabinetto della Presidenza della Giunta regionale e la sua partenza ufficiale è in fase di programmazione.
Regione Piemonte è supportata per quanto riguarda il processo di transizione da CSP - Innovazione nelle ICT, che ne gestisce, oltre agli aspetti tecnologici, anche la comunicazione sul web.
Il sito internet collegato alla campagna è ospitato nella webfarm del CSI Piemonte ed utilizza il CMS Joomla RP, una derivazione del popolare CMS Joomla! sviluppata da CSI appositamente per soddisfare le esigenze di accessibilità e usabilità della Regione Piemonte.
La creatività della campagna è stata assegnata all'agenzia di comunicazione Cafè Noir in seguito a una procedura di gara ad inviti.